# Церковь Святого Прокопия Устюжского (Гамбург)
Церковь Святого Прокопия — приходской храм Берлинской и Германской епархии Русской православной церкви заграницей, расположенный в городе Гамбурге. Главный престол храма освящён в честь святого Прокопия, купца из Любека.

## История
2 января 1902 года часовня в жилом доме в Харвестехуде была освящена в честь Николауса фон Мира и служила молитвенной комнатой для русских православных бизнесменов, обосновавшихся в Гамбурге. Данная часовня использовалась примерно до 1990 года.
После Второй мировой войны в Гамбурге было много беженцев православной веры, и британская военная администрация предоставила общине участок земли с домом и казармами на близлежащем Харвестехудер Вег. В доме разместилась администрация русской общины британской зоны, а казармы стали первой Прокоповской церковью в Гамбурге. В 1953 году архиепископ Филофей (Нарко) переехал в Гамбург. Благодаря его содействию церковь святого Прокопия стала кафедральным собором.
Когда недвижимость на Миттельвеге понадобилась для строительства школы, муниципалитет в качестве компенсации получил землю под застройку в Гамбурге-Штеллингене. Новая церковь Прокопа была построена здесь в традиционном русском стиле с 1961 по 1965 год по проекту архитекторов А. С. Нюрнберга и А. Н. Серова. Освящение состоялось в 1965 году. После масштабных реставрационных работ на куполах и фресках с 1994 года церковь находится под охраной памятников.

## Архитектура
Архитекторы опирались на новгородский церковный стиль. План церкви квадратный с апсидой на восточной стороне. Интерьер выполнен в традиционном стиле. Стены и потолки покрыты фресками художника барона Николая Богдановича фон Мейендорфа.
В 1996 году церковь получила девять новых колоколов. Они были изготовлены специально для церкви в Ярославской области в России и заменили импровизированный звон четырех подаренных колоколов.